# SwissPass
 (janvier 2024).

Logo de SwissPass.

Le SwissPass est une carte sans contact servant d'abonnement à diverses entreprises de transport concessionnaires en Suisse. Ces dernières distribuent le SwissPass à partir du 1er août 2015.

## Prestations
Le SwissPass permet, au moyen d'un identifiant unique, d'intégrer différents titres de transports et formes d'abonnements, telles que l'abonnement général, l'abonnement demi-tarif ou d'autres abonnements de parcours affiliés ou non à des communautés tarifaires.

## Technologie
Le SwissPass est une carte en plastique intégrant deux puces RFID et leurs antennes respectives. L'une des deux puces contient un identifiant relatif aux prestations de transports publics, l'autre un identifiant relatif aux prestations de loisirs comme les abonnements de ski par exemple. La carte ne contient que ces deux identifiants: aucune des données relatives n'est inscrite dans la carte.